# Sandycove
Sandycove est un petit village de la côte orientale du comté de Dublin en Irlande.  En allant vers le sud, il est situé entre Dún Laoghaire et Glasthule d'une part et Dalkey d'autre part.
James Joyce y a vécu quelque temps dans la Tour Martello que possédait Oliver St John Gogarty non loin du Forty Foot, un lieu de bain réservé aux hommes et dont la tranquillité et l'intimité appréciées par les nageurs se sont beaucoup érodées ces dernières années.
Près du front de mer, on peut voir une maison typique du style Avant-garde, réalisée par Michael Scott, un architecte renommé du XXe siècle, qui en a fait sa résidence.